# Stazione di Cava Tigozzi
Stazione di Cava Tigozzi vasútállomás Olaszországban, Lombardia régióban, Sesto ed Uniti településen.

## Vasútvonalak
Az állomást az alábbi vasútvonalak érintik:
- Pavia–Mantua-vasútvonal

## Kapcsolódó állomások
A vasútállomáshoz az alábbi állomások vannak a legközelebb:
- Stazione di Cremona
- Stazione di Acquanegra Cremonese